# 1A busz (Salgótarján)
A salgótarjáni 1A busz a Helyi autóbusz-állomás és az Ötvözetgyár között közlekedett, főként az Ötvözetgyár munkásjárataként, műszakváltásokkor.